# تپه شیران بیشه
تپه شیران بیشه (هـ. ۴۰) مربوط به دوران پیش از تاریخ ایران باستان است و در شهرستان هرسین، روستای سرآسیاب واقع شده و این اثر در تاریخ ۲۴ فروردین ۱۳۸۲ با شمارهٔ ثبت ۸۱۳۶ به‌عنوان یکی از آثار ملی ایران به ثبت رسیده است.